# Caritas Gemeinschafts-Stiftung Stuttgart
Die Caritas Stiftung Stuttgart (bis 2018: Caritas Gemeinschafts-Stiftung) in Stuttgart wurde 1999 als Dachstiftung für soziales Engagement in Form von Stiften, Vererben und Schenken gegründet. Die daraus gegründeten Stiftungen und Stiftungsfonds verfolgen ausschließlich und unmittelbar gemeinnützige und mildtätige Zwecke. Heute weist die Stiftung ein Vermögen von 74,2 Millionen Euro aus (Stand 31. Dezember 2021). Sie wird hauptamtlich geführt durch den Vorstandsvorsitzenden Oliver Hans. Ihren Sitz hat die Stiftung im Stuttgarter Haus der Katholischen Kirche in der Königstraße. Sie unterstützt unmittelbar die Arbeit des Caritasverbands für Stuttgart e. V.
Die Caritas Stiftung Stuttgart verwaltet unter ihrem Dach mehrere Treuhandstiftungen, Sondervermögen, Testamente und Schenkungen. Die Stiftung engagiert sich auch für die Schaffung von Wohnraum, insbesondere zur sozialen Nutzung.

## Tierschutzpreis des Landes Baden-Württemberg
In der Vergangenheit verlieh die Stiftung zusammen mit dem Ministerium für Ernährung und ländlichen Raum den Tierschutzpreis des Landes Baden-Württemberg.